# Sciara luctifica
Sciara luctifica är en tvåvingeart som beskrevs av Frederick Askew Skuse 1888. Sciara luctifica ingår i släktet Sciara och familjen sorgmyggor. Inga underarter finns listade i Catalogue of Life.